# Косарі (Росія)
Косарі́ (рос. Косари) — присілок у складі Ірбітського міського округу Свердловської області.
Населення — 61 особа (2010, 61 у 2002).
Національний склад населення станом на 2002 рік: росіяни — 98 %.